# 伊爾庫茨克
伊爾庫茨克（羅馬化：Irkutsk）是西伯利亞地區的一個重要都市，建於1652年，起初是作為俄羅斯帝國一個從外貝加爾布里亞特人那徵收毛皮貢賦的中心，後成為中國和俄羅斯帝國之間的一個貿易商業中心。
現代建制是俄羅斯聯邦伊爾庫茨克州的首府，人口約60萬。伊爾庫茨克雖然距離莫斯科以東5,185公里（鐵路距離），由於位處於東亞及中亞之間，貿易的往來使這個都市的人口從1900年的不足5萬人上升至1975年的50萬。

## 歷史
這裡早在1652年開始有俄罗斯人在此定居殖民，当时漢語名稱此地為厄爾口城，居民主要從事貿易，與西伯利亞土著作毛皮交易为主。其時俄國政府已於當地設辦事處負責收取毛皮稅。1686年，獲官方升格為都市。其時本市亦開始與中國人進行交易，以木材、毛皮以換取中國之絲綢、茶葉。由于俄罗斯帝国在17-18世纪仍在对远东进行扩张，这座城市成为了军事化堡垒和殖民据点，很多向雅库茨克和海参崴方向去的俄罗斯殖民者和贸易商在此落脚。
19世纪中期后，俄罗斯从清朝手中夺取海参崴，为了建立太平洋沿岸的大型港口并继续对亚洲东部进行扩张，俄罗斯帝国修建了西伯利亚铁路，伊尔库茨克成为了铁路沿线的一个重要中转站并得到了大量的人口和工业。到1900年，本市贏得「西伯利亞巴黎」的綽號。
十月革命後俄羅斯內戰爆發，伊爾庫茨成為許多激烈衝突的場所。1920年，最大的反布爾什維克部隊指揮官亞歷山大·高爾查克在伊爾庫茨克被處決，有效摧毀了反布爾什維克抵抗運動。
在蘇聯時代，伊爾庫茨克被蘇聯規劃為工業城市。其中1950年伊爾庫茨克水庫建成於安加拉河上，為該市工業化里程碑。出于对中国的防范，1959年中苏交恶后苏联在此地建立了大量军工企业以便供应驻扎在中苏边境和中蒙边境的大量军队，伊尔库茨克的工业尤其是重工业发展迅速。
1970年，中国重要领导人林彪，曾考虑潜逃至伊爾庫茨克，但半路坠毁未果。
1991年苏联解体后，俄罗斯经济急剧萎缩，远东依靠国家财政扶持补贴的工矿业企业和城市都迅速衰落，伊尔库茨克也不例外。由于国有工矿企业大批倒闭，以及国家不再分配工作岗位，大量失业人口开始向人口密度更大、经济发展程度更高、生活环境更好的俄罗斯欧洲部分迁移，伊尔库茨克人口增长开始停滞。近年来由于俄罗斯重新对远东的矿产进行开发，以及附近地区农业和林业的扩张，伊尔库茨克的经济有所起色。

## 經濟
當地最大企業為伊爾庫特科學生產集團，以生產轟炸機和戰鬥機而聞名。
另俄鋁於當地亦設有冶煉廠。

## 地理

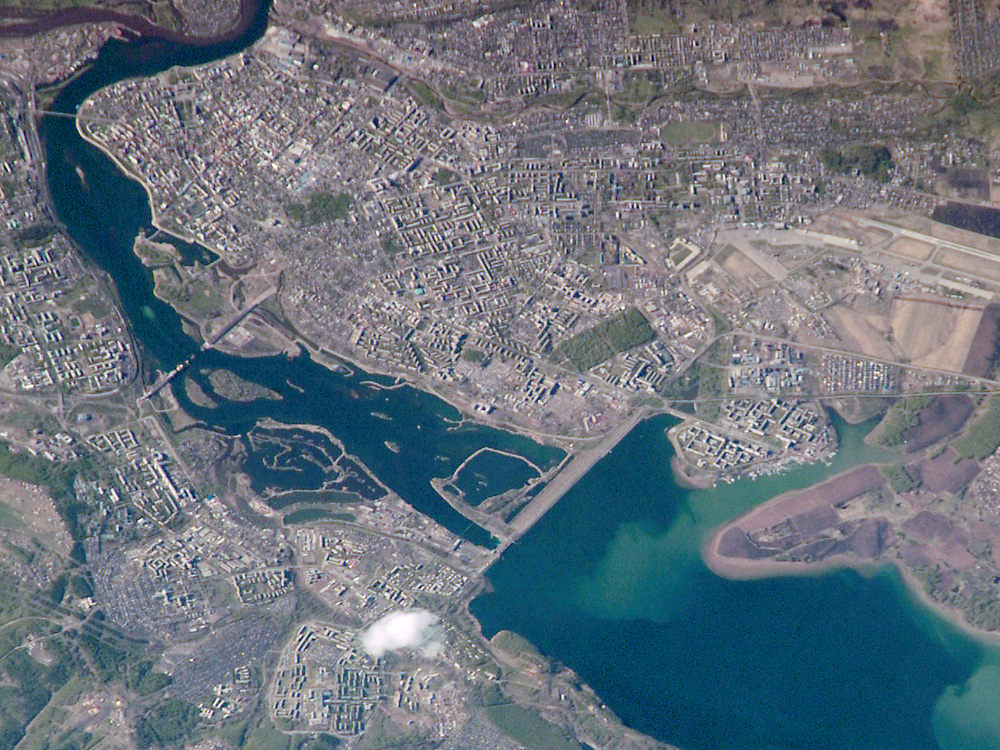
衛星照片，市中心在左上角

伊爾庫茨克位於西伯利亞東部，於葉尼塞河的支流安加拉河及伊爾庫特河（後者是城名的來源）交界，距離貝加爾湖的出水口72公里，經西伯利亞鐵路與莫斯科連結，伊爾庫茨克客運站是俄羅斯遠東地區與及位於中亞地區的烏拉爾山區之間的交通樞紐。
| 伊爾庫茨克（1961-1990）    | 伊爾庫茨克（1961-1990） | 伊爾庫茨克（1961-1990） | 伊爾庫茨克（1961-1990） | 伊爾庫茨克（1961-1990） | 伊爾庫茨克（1961-1990） | 伊爾庫茨克（1961-1990） | 伊爾庫茨克（1961-1990） | 伊爾庫茨克（1961-1990） | 伊爾庫茨克（1961-1990） | 伊爾庫茨克（1961-1990） | 伊爾庫茨克（1961-1990） | 伊爾庫茨克（1961-1990） | 伊爾庫茨克（1961-1990） |
| 月份                       | 1月                     | 2月                     | 3月                     | 4月                     | 5月                     | 6月                     | 7月                     | 8月                     | 9月                     | 10月                    | 11月                    | 12月                    | 全年                    |
| -------------------------- | ----------------------- | ----------------------- | ----------------------- | ----------------------- | ----------------------- | ----------------------- | ----------------------- | ----------------------- | ----------------------- | ----------------------- | ----------------------- | ----------------------- | ----------------------- |
| 平均高温 °C（°F）          | −13.5 (7.7)             | −9.8 (14.4)             | −0.6 (30.9)             | 8.2 (46.8)              | 17.1 (62.8)             | 22.6 (72.7)             | 24.1 (75.4)             | 21.6 (70.9)             | 15.5 (59.9)             | 6.9 (44.4)              | −3.3 (26.1)             | −11.0 (12.2)            | 6.5 (43.7)              |
| 平均低温 °C（°F）          | −23.1 (−9.6)            | −22.1 (−7.8)            | −13.4 (7.9)             | −4.0 (24.8)             | 2.6 (36.7)              | 8.4 (47.1)              | 12.0 (53.6)             | 10.0 (50.0)             | 3.6 (38.5)              | −3.5 (25.7)             | −13.0 (8.6)             | −20.2 (−4.4)            | −5.2 (22.6)             |
| 平均降水量 mm（）          | 12 (0.5)                | 9 (0.4)                 | 13 (0.5)                | 19 (0.7)                | 33 (1.3)                | 62 (2.4)                | 120 (4.7)               | 86 (3.4)                | 50 (2.0)                | 30 (1.2)                | 18 (0.7)                | 19 (0.7)                | 471 (18.5)              |
| 来源：Гидрометцентр России |                         |                         |                         |                         |                         |                         |                         |                         |                         |                         |                         |                         |                         |

## 教育

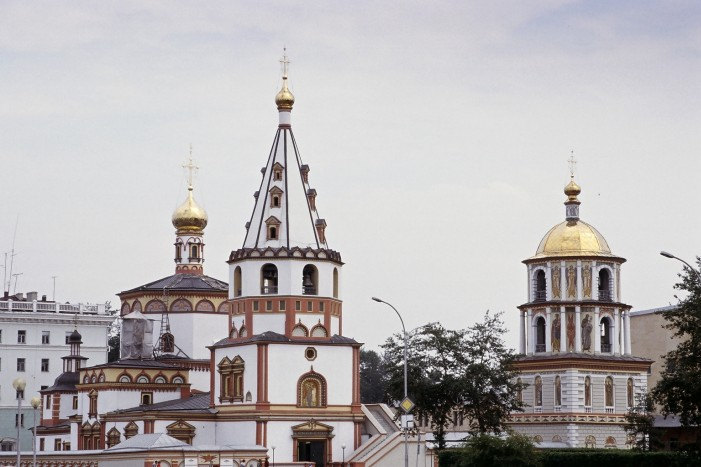
主顯大教堂

當地多家院校和大學皆屬地區性，其中就有俄羅斯伊爾庫茨克國立技術大學，是所有俄羅斯大學中排名11名，是在西伯利亞及遠東區大學的第1名。 

## 文化
伊爾庫茨克擁有眾多博物館和古老建築。其中Taltsy博物館位於伊爾庫茨克以南47公里，屬西伯利亞傳統建築。很多安加拉河谷沿岸古老建築，在蘇聯時代因建造大壩被淹沒，不少被拆卸，並被運往博物館重新組裝。其中包括原斯帕斯卡亞大廈和喀山聖母教堂，在21世紀初，它增加了另一座鴕鳥塔和堡壘南牆的精確現代副本。
宗教上，本市亦是俄羅斯正教會大主教的座堂所在地，所以歷年以來文化興盛。
伊爾庫茨克也是幾個劇院的所在地，包括俄羅斯最古老的劇院之一Okhlopkov Drama Theatre。